# Ken Liu
Ken Liu (Lanzhou, 1976) es un escritor chino-estadounidense de ciencia ficción y de fantasía y traductor de obras de ficción —particularmente de ciencia ficción— del chino al inglés.  Sus cuentos han aparecido en revistas como F&SF, Asimov's, Lightspeed, Analog o Clarkesworld, así como en varias antologías "Lo mejor del año".
Su cuento "El zoo de papel" es el primer trabajo de ficción de cualquier longitud en haber ganado simultáneamente los premios Nébula, Hugo, y Premio Mundial de Fantasía. Su cuento "Mono no aware" ganó el premio Hugo al mejor relato corto en 2013, y su novela corta "El hombre que puso fin a la Historia: documental" fue también finalista del Hugo ese mismo año. Su traducción al inglés de El problema de los tres cuerpos del autor chino Liu Cixin ganó el premio Hugo a la mejor novela en 2015, la primera novela traducida en haberlo logrado en la historia de los premios.
Ken Liu está actualmente escribiendo una saga de fantasía denominada La dinastía del Diente de León. La primera novela en la serie, La gracia de los reyes, fue finalista en 2016 al premio Nébula. DMG ha comprado los derechos mundiales de la saga para realizar una adaptación cinematográfica.

## Biografía
Liu nació en 1976 en Lanzhou, China, y emigró a los Estados Unidos de América cuándo tenía 11 años, inicialmente a Palo Alto, California, y más tarde a Waterford, Connecticut.[cita requerida]
Liu se graduó en literatura inglesa en la universidad de artes liberales de Harvard y trabajó en el campo de la tecnología durante varios años antes de conseguir su título de Juris Doctor en la Escuela de Derecho Harvard especializado en leyes impositivas. Más recientemente ha cambiado a una carrera como asesor en demandas tecnológicas, donde puede utilizar conjuntamente su conocimientos legales y tecnológicos.
Liu actualmente vive en Massachusetts con su mujer Lisa Tang Liu y sus dos hijas.

## Obra destacada

### Novelas
La dinastía del Diente de León
- La gracia de los reyes ✍ (The Grace of Kings, 2015)
- El muro de las tormentas ✍ (The Wall of Storms, 2016)
- El trono velado (The Veiled Throne, 2021)
- Huesos que hablan (Speaking Bones, 2022)

Novelas independientes
- Las leyendas de Luke Skywalker (The Legends of Luke Skywalker, 2017)

### Colecciones
- El zoo de papel y otros relatos ✍ (The Paper Menagerie and Other Stories, 2016)
- La chica oculta y otros relatos (The Hidden Girl and Other Stories, 2020)

### Ficción breve
- “The Paper Menagerie” (The Magazine of Fantasy & Science Fiction, marzo/abril de 2011)
- “The Man Who Ended History: A Documentary” (Panverse Three, septiembre de 2011
- “Mono no aware” — (The Future is Japanese, 2012)
- “The Bookmaking Habits of Select Species” (Lightspeed, N.º 27, agosto de 2012)
- “The Waves” (Asimov's Science Fiction, diciembre de 2012)
- “All the Flavors” (GigaNotoSaurus, febrero de 2012)
- “Good Hunting” (Strange Horizons, octubre de 2012)
- “The Litigation Master and the Monkey King” Lightspeed, August 2013
- “A Brief History of the Trans-Pacific Tunnel” (The Magazine of Fantasy & Science Fiction, enero/febrero de 2013)
- “The Regular” (Upgraded, 2014)
- “The Long Haul: From the Annals of Transportation, The Pacific Monthly, May 2009” (Clarkesworld, noviembre de 2014)

## Adaptaciones
Su relato Good Hunting, publicado en la revista en línea Strange Horizons en octubre de 2012, fue adaptado para la televisión en el episodio del mismo título de la primera temporada de la serie antológica animada de Netflix Love, Death & Robots (2019).
En 2016, la revista Variety informó que la productora DMG Entertainment se había asegurado los derechos de la trilogía de La dinastía del Diente de León con el objetivo de convertirla en una franquicia cinematográfica.
En junio de 2019, The Hollywood Reporter anunció que los productores de la película La llegada Shawn Levy, Dan Levine (21 Laps) y Aaron Ryder (FilmNation) habían adquirido los derechos del relato corto de Liu “The Message” (2012), con el propósito de realizar una adaptación cinematográfica del mismo.